# 테드 서랜도스
시어도어 앤서니 "테드" 서랜도스 주니어(영어: Theodore "Ted" Anthony Sarandos, Jr., 1964년 7월 30일~)는 미국의 기업인이며, 현 넷플릭스 최고 콘텐츠 책임자(CCO)이다.